# Artamus leucorynchus
El artamo ventriblanco o golondrina del bosque de pecho blanco (Artamus leucorynchus) es una especie de ave paseriforme de la familia Artamidae. Se reproduce desde las islas Andamán a través de Indonesia y el norte de Australia. La especie fue descrita por primera vez por Linnaeus en 1771, su epíteto específico deriva del griego antiguo leucos 'blanco', y rhynchos 'pico'.

## Subspecies
Se reconocen 9 subespecies:
- A. l. albiventer (Lesson, 1831)
- A. l. amydrus Oberholser, 1917
- A. l. humei Stresemann, 1913
- A. l. leucopygialis Gould, 1842
- A. l. leucoryn (Linnaeus, 1771)
- A. l. melaleucus (Wagler, 1827)
- A. l. musschenbroeki A. B. Meyer, 1884
- A. l. pelewensis Finsch, 1876
- A. l. tenuis Mayr, 1943